# Stadio di Madera
Lo Stadio di Madera (in portoghese Estádio da Madeira), conosciuto fino al 2017 come Estádio Eng. Rui Alves, è uno stadio di calcio situato a Funchal, in Portogallo. Ha una capienza di 5 200 posti e ospita le partite in casa del Nacional.